# Децата на Дюн
„Децата на Дюн“ (на английски Children of Dune) е фантастичен роман от Франк Хърбърт, третият от шестте романа на автора, действието в които се развива във вселената на Дюн. Романите „Месията на Дюн“ и „Децата на Дюн“ са адаптирани в телевизионен сценарий, който бива заснет под името „Децата на Дюн“.
Пол Атреидски има две деца, Лето и Ганима. В края на романа Месията на Дюн Пол се оттегля в пустинята, като оставя децата си на грижата на свободните, докато леля им, Алая управлява вселената като имперска регентка. Събудени към съзнание от подправката още в утробата на майка си, двете деца наследяват от баща си пророческите видения за бъдещето на вселената - нещо, което убягва на Алая. Династия Корино, предишната управляваща вселената династия, прави опити да си върне трона, докато Бин Джезърит, Бин Тлейлакс и космическото сдружение се опитват да вземат контрола над подправката и децата на Пол Атреидски.